# Chromalizus afer
Chromalizus afer là một loài bọ cánh cứng trong họ Cerambycidae.